# 黛安娜擬隆胎䲁
黛安娜擬隆胎鳚（學名：Emblemariopsis dianae），為輻鰭魚綱鳚形目煙管鳚科擬隆胎鳚屬的一種，分布於中西大西洋伊斯帕尼奧拉島和小安的列斯群島北部海域，深度5至15公尺，本魚體延長，頭短鈍，鼻子有一對光滑的骨脊，眼上方有觸鬚，口腔頂部兩側各有一排牙齒，無側線、無鱗片，背鰭硬棘18-20枚、背鰭軟條10-12枚、臀鰭硬棘2枚、臀鰭軟條19-21枚，雄魚頭部、身體前部和鰭為黑色，鰓蓋下緣有斑點，背鰭前3根棘突外側1/3-1/4處有一塊鮮紅色至橙紅色的斑塊，形成一面旗幟，紅色區域沒有白色邊緣；雌魚眼睛下方、前鰓蓋骨邊緣、下顎下方有粉紅色的小黑點，背鰭前部深色，體長可達1.5公分，棲息在沙底質海域，通常躲在空蠕蟲管，以浮游動物為食，雌魚產附著性卵，由雄魚守護魚卵，生活習性不明。